# Uncial 0102
Uncial 0102 (numeração de Gregory-Aland), ε 42 (von Soden), é um manuscrito uncial grego do Novo Testamento, datado pela paleografia para o século VII.

## Descoberta
Codex contém o texto do Evangelho segundo Lucas (3,23-4,43; 21,4-18) em 5 folhas de pergaminho (30 x 23 cm). O texto está escrito com duas colunas por página, contendo 24 linhas cada.
O texto grego desse códice é um representante do Texto-tipo Alexandrino. Kurt Aland colocou-o na Categoria II.
Actualmente acha-se no Bibliothèque nationale de France (Suppl. Gr. 1155,I) em Paris e Mosteiro de Vatopedi (1219) en Monte Atos.